# 小野田隆
小野田 隆（おのだ たかし、1923年（大正12年）8月20日 - 2009年（平成21年）7月25日）は、日本の政治家。元東京都新宿区長（3期）。

## 来歴・人物
千葉県生まれ。1949年慶應義塾大学経済学部卒業後、第一信託銀行入行。有限会社天春代表取締役、小野田石油株式会社代表取締役を経て、1977年東京都議会議員当選（自由民主党、新宿区選出）、4期務める。1991年、新宿区長に当選。バブル景気崩壊後の財政再建に尽力した。
3期目の途中であった2002年10月、相続税や所得税など約10億円の滞納が発覚し辞職。自らの名前で自らに差し押さえを命ずる事態となった。
2009年7月25日、敗血症のため死去。85歳没。